# 八無暇
八無暇，佛教術語，指八種無法修行佛法的狀況。佛教認為，在這八種狀況下，因為沒有修行佛法的自由，將沒有得到解脫的可能，因此修行者應該增長自身的福德，以避免陷入這八種狀況。

## 釋義
所謂八無暇是指:
1. 地獄道：陷入地獄道的眾生，受到嚴寒、酷暑的折磨，將無法修行佛法。
2. 餓鬼道：進入餓鬼道的眾生，長期遭受飢渴的折磨，也無法修行佛法。
3. 畜生道：畜生道眾生缺少智慧，遭受役使，將無法修行佛法。
4. 長壽天：長壽天是指天界，此地天人享受一切快樂，且長期在禪定之中，也沒有機會聽聞佛法。
5. 邊地：邊地原意是指中國（又稱中天竺，今印度）之外的地區，後被認為是指沒有佛教傳布的地區。他們的生活方法與佛法相反，且沒有機會接觸佛法。
6. 外道：受到邪見蒙蔽的眾生，對佛法不會生起信心。
7. 未有如來出世的暗劫：無有佛出世的時期，被稱為暗劫。在這個時期出生的眾生，沒有機會接觸三寶，因此沒機會修持佛法。
8. 天生殘缺、聾啞眼盲、或心智不健全的眾生：因為六根不全，沒有修行佛法的能力。